# 3번로역 (BMT 캐나시선)
3번로(Third Avenue)역은 뉴욕 지하철 BMT 캐나시선의 역이다. 맨해튼 이스트 빌리지의 3번로(Third Avenue)와 동14번가(East 14th Street)의 교차로에 위치해 있으며, 전시간 L 열차가 운행된다.

## 역사
이 역은 1924년 6월 30일 이스트강하의 6번로에서 윌리엄스버그를 거쳐 몽트로즈와 부시윅 애비뉴까지 운행했던 "14번가-이스턴선"의 일부로 개통되었다.

## 역 구조
틀:NYCS Platform Layout BMT Canarsie Line
이 역에는 500 피트 (150 m) 길이의 2개의 상대식 승강장과 2개의 선로가 있다. 역 서쪽에는 이중 분기기가 있다. 이 승강장은 표준 BMT 스타일의 트림 라인 및 역명 태블릿을 갖추고 있다. 전자는 표준 간격으로 "3" 명판을 포함하고 있고, 후자는 세리프 문자로 된 "THIRD AVE"로 구성되어 있다.
역의 유일한 출구에는 "TO STREET"라는 표식도 붙어 있다. 각 승강장마다 극서부(철도 북쪽) 끝에서 동일층의 운임 구역을 가지고 있다. 그 결과, 방향간 무료 환승은 없다. 이 역은 승강장 위 작은 대합실에 운임 구역이 있다는 점을 제외하면 동쪽(철도 남쪽)인 1번로역과 동일하다.
3번로역은 맨해튼의 캐나시선에 따라 다른 노선으로의 환승이 없는 두 역 중 하나이다. 다른 역은 인근의 1번로역이다. 그러나 55번가에서 휴스턴가까지 3단계 공사의 일환으로 2번로 지하철 14번가역까지 환승역이 계획되어 있다.

### 출구
각 승강장층 운임 구역에는 개찰구 뱅크, 토큰 부스가 있다. 그리고 두 개의 거리 계단도 있는데, 하나는 3번로(Third Avenue) 동쪽과 동14번가(East 14th Street)의 남쪽에, 다른 하나는 3번로 동쪽 및 동14번가 북쪽에 있다. 8번로 방면의 계단은 북동쪽 모퉁이, 브루클린 방면의 계단은 남동쪽 모퉁이로 이어진다.

### 스크린도어 시범 사업
이 역은 2019년 4월~2020년 3월까지 14번가 터널 재건과 함께 32개의 난간형 스크린도어 설치 시범 사업이 선정되었다. 이는 L 열차의 자동운전, 그리고 각 4개 출입문이 달린 60-피트-long (18 m)의 지하철 차량을 독점적으로 사용함으로 매번 승강장의 같은 부분에서 정차 할 수 있기에 가능해진 것이다. MTA는 스크린도어를 도시 전역에 추가하는 것에 대한 타당성을 판단하기 위한 시범 사업을 준비할 예정이다. 스크린도어 높이는 약 54 인치 (140 cm)로 지하철 차량 출입문 위치에 따라 조정된다.
지하철 차량이 스크린도어와 정확하게 배치되도록 하기 위해 측면 전용 berthing system이 설치된다. 비상 탈출구는 비상시 사람들이 탈출할 수 있도록 일반 문 사이에 설치된다. 승강장 가장자리와 topping은 1990년 미국 장애인법에 따라 열차 출입문과 일치하도록 제거 및 교체된다. 지하철 출입문과 스크린도어 사이에 사람이 끼지 않도록 하기 위해 열차 운영자와 차장이 볼 수 있도록 승강장 중앙과 전면에 모니터와 CCTV 카메라도 설치된다.
2018년 6월, 스크린도어 시범 사업을 위한 3,000만 달러 비용은 캐나시선의 다른 사업인 6번로역 엘리베이터 설치용으로 전환했다. 그래서 스크린도어 시범 사업은 충분한 자금이 확보될 때까지 연기되었다.